# تیلور پیشکی
تیلور پیشکی (انگلیسی: Taylor Pischke؛ زادهٔ ۱۸ آوریل ۱۹۹۳) بازیکن والیبال ساحلی اهل کانادا است.